# Helicodonta obvoluta
Helicodonta obvoluta (ook wel opgerolde tandslak) is een op het land levende longslak uit de familie Helicodontidae.

## Naam
De soortnaam werd in 1774 gepubliceerd door Otto Frederik Müller (1730-1784) als Helix obvoluta. Door andere inzichten in de taxonomie is de soort later in het geslacht Helicodonta geplaatst. Als gevolg van deze naamswijziging worden auteursnaam en datum nu tussen haakjes geplaatst. De naam obvoluta heeft betrekking op de vorm van de schelp: obvolutum (Latijn) = inwikkelen, omhullen.

## Beschrijving

### Schelpkenmerken
Schelp schijfvormig met boven- en onderzijde elk in een plat vlak liggend. De topwindingen zijn licht ingezonken. Er zijn ongeveer 5-6 convexe zeer langzaam en regelmatig in grootte toenemende windingen gescheiden door een duidelijke maar niet erg diepe sutuur. Er is een tamelijk diepe navel met een diameter van ongeveer 1/4 van de grootste beedte van de schelp. De mondopening is hoekig, bovenaan afgerond en aan de onderzijde afgevlakt. De mondrand loopt niet continu door en is bij jonge dieren niet verdikt of omgeslagen, is daardoor erg teer, en heeft dezelfde kleur als de rest van de schelp. Volwassen dieren hebben een stevige, sterk ontwikkelde omgeslagen mondrand met basaal en palataal een langgerekt knobbelvormige verdikking. Aan de binnenzijde is de mondrand bij volwassen dieren wit van kleur. De sculptuur bestaat uit fijne radiale onregelmatige ribjes. Het schelpoppervlak is verder mat. Vooral bij jonge dieren is de schelp behaard, de beharing gaat vaak bij volwassen dieren deels verloren. De schelp van het levende dier is niet doorschijnend en heeft een licht tot donker hoornbruine kleur.

### Afmetingen van de schelp
- hoogte: tot ongeveer 7 millimeter
- breedte: tot ongeveer 15 millimeter

### Habitat
Deze soort leeft op schaduwrijke plekken in loofbossen en bosachtige terreinen op kalkrijke bodem. Ook op schaduwrijke vochtige rotswanden. Bij de areaalgrenzen beperkt tot bosvegetatie. In de Alpen komt de soort niet boven ongeveer 1500 meter voor.

### Areaal
Helicodonta obvoluta heeft een West- en Midden-Europese verspreiding met de nadruk op Midden-Europa. In Nederland komt de soort van nature alleen in Zuid-Limburg en als exoot terechtgekomen op Texel voor.. In België vooral algemeen in de Ardennen

### Fossiel voorkomen
De soort komt zeldzaam in het hele Kwartair in interglacialen voor. In Nederland onder andere bekend uit het Tiglien. en het Holoceen

## Meer afbeeldingen

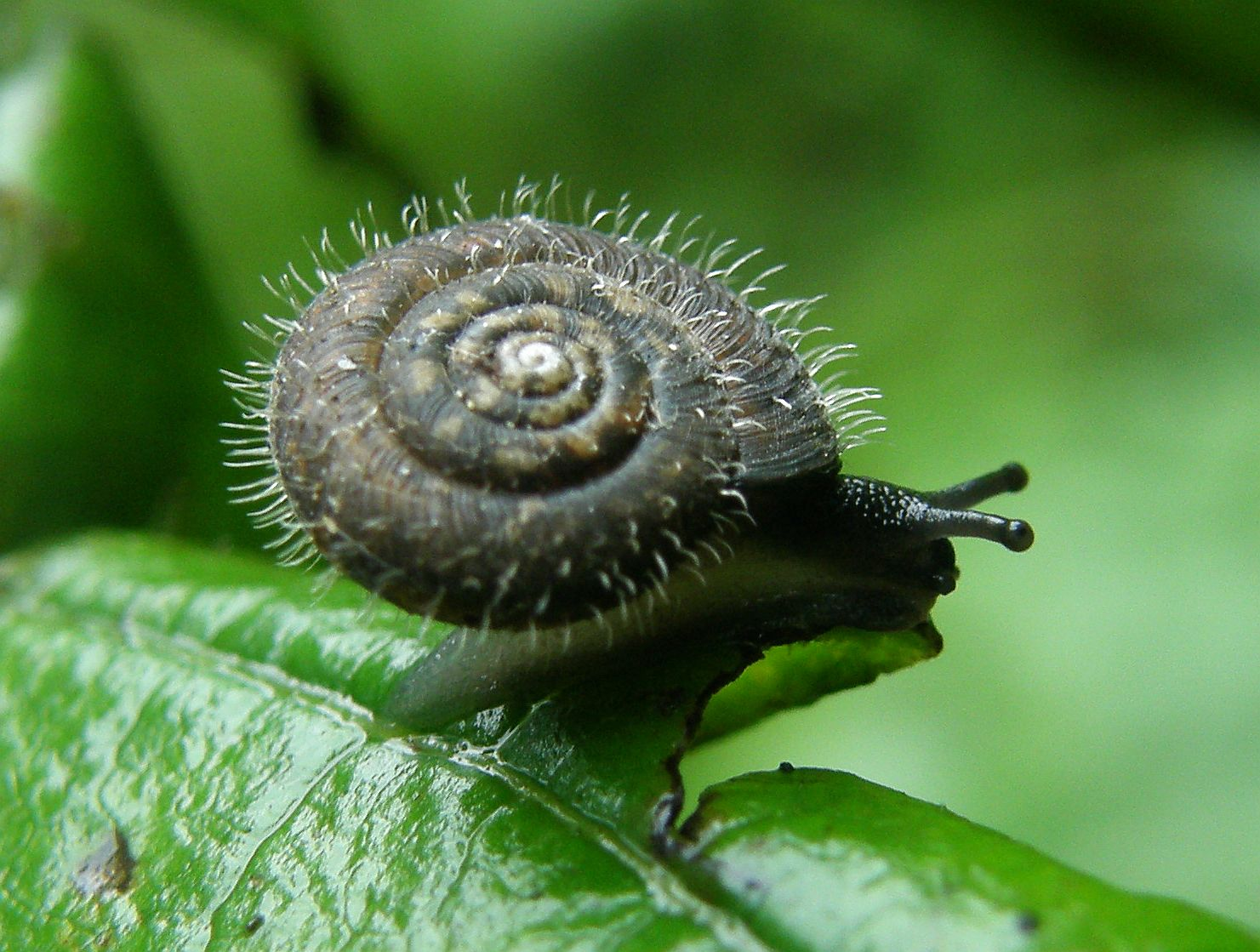
Een niet volwassen dier actief kruipend
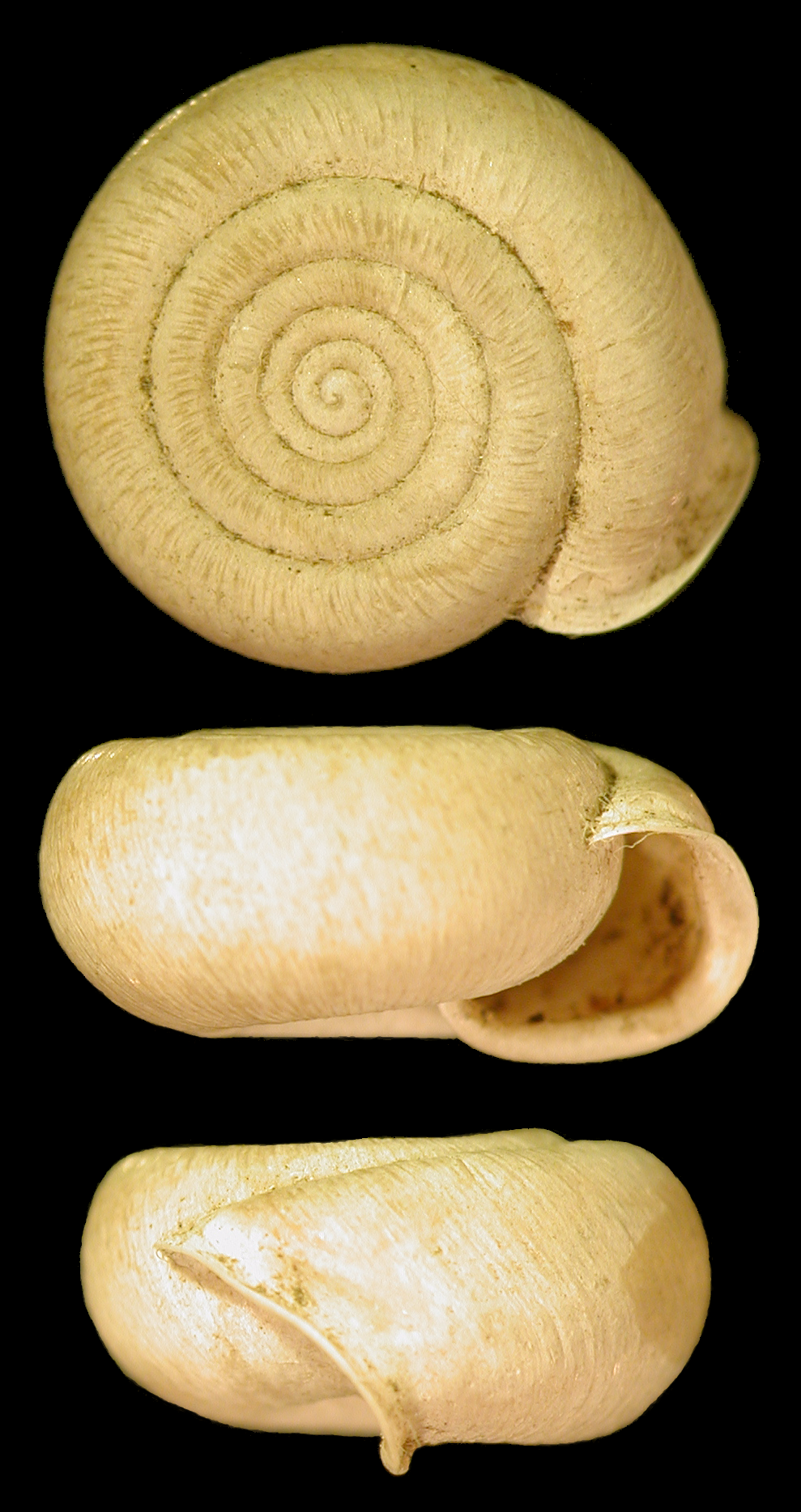
Een fossiel exemplaar uit het Holoceen van Nederland